# Al Khums
Al Khums of Al Chums (Arabisch: الخمس, Italiaans: Homs) is de hoofdstad van de Libische gemeente Al Murgub. Al Khums ligt op ongeveer 100 kilometer ten oosten van de Libische hoofdstad Tripoli en 3 kilometer van de antieke stad Leptis Magna in de historische regio Tripolitanië. De stad telde 38.174 inwoners bij de laatste volkstelling van 1984.
De stad werd in 1553 gesticht en lag destijds in het Ottomaanse Rijk, waartoe het tot de Italiaanse verovering in 1911 tijdens de Italiaans-Turkse Oorlog zou behoren. In de tweede helft van de 19e eeuw werd de stad belangrijk vanwege de export van espartogras, dat gebruikt kan worden voor de fabricage van papier en scheepszeilen. 
Tegenwoordig zijn de verwerking van tonijn, fabricage van zeep en de export van dadels en olijfolie belangrijke economische sectoren. Er komen ook veel toeristen af op Leptis Magna, dat sinds 1982 op de UNESCO-werelderfgoedlijst en waarvoor Al Khums wordt gebruikt als uitvalsbasis. In de stad zelf bevinden zich nog veel gebouwen uit de Ottomaanse periode.
De stad zou tijdens de opstand in Libië in februari 2011 in handen zijn gevallen van de opstandelingen, hoewel de stad later werd heroverd door regeringstroepen. Vlak voor de slag om Tripoli is de stad heroverd door de Nationale Overgangsraad.